# Манастир Бешеново
Манастир Бешеново је мушки манастир Епархије сремске Српске православне цркве. Један је од 16 Фрушкогорских манастира у Војводини. Налази се на јужним падинама средишњег дела Фрушке горе, у близини насеља Бешеновачки Прњавор, које је некада било манастирски прњавор. Манастир је у процесу обнове након потпуног уништења у Другом светском рату.
Манастирска црква је посвећена Светим Арханђелима Михаилу и Гаврилу (Сабор Светих Арханђела). Архимандрит цркве је Арсеније Матић.

## Положај
Манастир Бешеново се налази код насеља Бешеновачки Прњавор. Смештен је на месту где валовити и брежуљкасти терен Фрушке горе прелази у брдовити, на почетку долине између брегова.

## Историја
Према предању, манастир је основао српски краљ Стефан Драгутин крајем XIII века за своју „грешну душу”. Први поуздани писани подаци о постојању манастира потичу из турских пописа из 1545/1548. године, где се наводи да је имао цркву посвећену Светим Арханђелима и да је плаћао порез. На зиду старе манастирске цркве била је забележена 1467. година као година осликавања.
По подацима са краја XVIII века, зна се да је манастирска црква већ дуго била озидана од цигле. Године 1783. први пут се спомиње звоник са капелом, посвећеном светим Кирику и Јулити. Следећих деценија подизани су манастирски конаци, који су у завршној фази били са два спрата и изграђени са три стране (јужне, источне и северне), док је улаз у манастир био са западне, слободне стране. Иконостас старе цркве осликао је Стеван Алексић 1909. године.
Када је манастир Витовница код Пожаревца био уништен од стране Турака, његови калуђери су са највреднијим литургијским предметима пребегли у манастир Бешеново. Међу тим предметима било је и Четворојеванђеље које је 1557. године оковао Кондо Вук, а које се данас чува у Музеју Српске православне цркве у Београду.
У манастиру се налазила гробница пуковника Александра Рашковића из 1773. године.
Године 1817. као претплатници једне књиге јављају се калуђери бешеновачки: игуман Нестор Јовановић, те јеромонаси - Александар Радоновић, Авакум Живковић и учитељ, Сава Андрејевић намесник и Јосиф Михаиловић.
Током Другог светског рата, манастир је претрпео огромна разарања. Пљачкале су га и уништавале усташе, да би коначно био бомбардован и потпуно уништен 1944. године. Сачувани су само неки делови иконостаса, који се данас чувају у Музеју Срема у Сремској Митровици и Музеју Војводине у Новом Саду. Пошто је Бешеново до те мере страдало, у деценијама после рата није обнављано.

## Обнова манастира
Дуги низ година на месту манастира биле су само рушевине. Иницијатива за обнову покренута је почетком XXI века. Године 2012. рашчишћен је терен, а 2013. године подигнут је дрвени звоник и започети су радови на обнови.
Копање темеља за нову манастирску цркву и грађевински радови на обнови манастира почели су септембра 2013. године, по пројекту који се ослања на изглед старе цркве. Оригинална манастирска звона, која су била сачувана, враћена су на новоподигнути звоник. Крст на новој цркви постављен је 10. јула 2015. године.
Обнова манастира и даље траје, уз помоћ донација и прилога верника и поштовалаца.
Игуман манастира је архимандрит Арсеније Матић.

## Галерија
- Капела на месту манастира Бешеново пре почетка реконструкције (2003)
- Манастир Бешеново у обнови
- Обнова манастира
- Радови на цркви
- Поглед на комплекс у обнови
- Детаљ обнове
- Звоник
- Унутрашњост цркве у изградњи
- Наос цркве у обнови
- Улазна капија (новоизграђена)
- Икона Светог цара Николаја са породицом у новој цркви
- Икона Светог Василија Острошког
- Информативна табла о историји манастира
- Икона Светог Архангела Михаила
- Целиваоница у новој цркви